# Anenská Studánka
Anenská Studánka (do roku 1950 Kunžvald t. Královec, německy Königsfeld) je vesnice v okrese Ústí nad Orlicí v Pardubickém kraji. Žije zde 188 obyvatel.
Obcí prochází silnice třetí třídy z Třebovice do Damníkova a nedaleko obce vede i železniční trať Třebovice v Čechách-Chornice, kde je zřízena zastávka Anenská Studánka. Dominantou obce je kostelík svatého Vavřince. Pod obcí je zřídlo léčivých pramenů, kde byly zřízeny lázně, dnes zde je domov pro osoby se zdravotním postižením- Domov u studánky. 

## Části obce
- Anenská Studánka
- Helvíkov

## Poloha
Obec leží v jižním cípu okresu a je tak přímo obklopena hranicí s okresem Svitavy (východně, jižně i západně). Nejbližší města jsou Lanškroun (8 km jihovýchodně), Česká Třebová (8 km jihozápadně) a Svitavy (15 km jižně). Dále leží 17 kilometrů jihovýchodně od Ústí nad Orlicí a 57 kilometrů jihovýchodně od Pardubic.

## Historie
První písemná zmínka o obci pochází z roku 1292, kdy patřila zbraslavskému klášteru. Roku 1678 byly u léčebného pramene zřízeny lázně, 1735 zde postavili Lichtenštejnové (vlastnící lanškrounské panství, pod které obec spadala) léčebný dům. V areálu byla v polovině 19. století postavena kaple P. Marie Pomocnice, která rovněž slouží jako poutní místo. V letech 1938 až 1945 bylo území obce v důsledku uzavření Mnichovské dohody přičleněno k nacistickému Německu. Od 1. ledna 1976 do 23. listopadu 1990 byla obec spolu se svou částí Helvíkov součástí obce Damníkov a od 24. listopadu 1990 je samostatnou obcí.
Právo užívat znak a vlajku bylo obci uděleno rozhodnutím předsedkyně Poslanecké sněmovny Parlamentu České republiky dne 25. listopadu 2011.

## Obyvatelstvo
| Rok            | 1869 | 1880 | 1890 | 1900 | 1910 | 1921 | 1930 | 1950 | 1961 | 1970 | 1980 | 1991 | 2001 | 2011 | 2021 |
| -------------- | ---- | ---- | ---- | ---- | ---- | ---- | ---- | ---- | ---- | ---- | ---- | ---- | ---- | ---- | ---- |
| Počet obyvatel | 710  | 697  | 659  | 658  | 557  | 530  | 534  | 247  | 311  | 282  | 237  | 196  | 187  | 205  | 184  |
| Počet domů     | 111  | 106  | 106  | 104  | 104  | 101  | 109  | 92   | 65   | 54   | 43   | 66   | 67   | 70   | 66   |

## Pamětihodnosti
- Kostel sv. Vavřince
- Kaple Panny Marie Pomocné se sousoším a pramenem
- Kaple Nanebevzetí Panny Marie v Helvíkově